# Cuando Cubango
Cuando Cubango is de meest zuidoostelijk gelegen en de op Moxico na grootste provincie van Angola. De hoofdstad is Menongue. De naam is afkomstig van de rivieren Chobe (Cuando in het Portugees) en Okavango (die in Angola ontspringt en aldaar Cubango genoemd wordt) die respectievelijk ten oosten en ten westen door de provincie stromen. Cuando Cubango werd in 1971 gescheiden van de in het noordwesten aangrenzende provincie Bié.

## Gemeenten
- Cuchi
- Menongue
- Cuangar
- Cuito
- Rivungo

- Cuanavale
- Mavinga
- Calai
- Dirico
- Longa

## Economie
In Cuando Cubango worden voornamelijk massambala, maïs en cassave geteeld. In de grond worden koper en goud gevonden. Bouwmaterialen en hout zijn de voornaamste industrietakken.